# Isoetes orientalis
Isoetes orientalis là một loài dương xỉ trong họ Isoetaceae. Loài này được Hong Liu & Wang Q.F. mô tả khoa học đầu tiên năm 2005.